# Vescicola (biologia)
La vescicola è un compartimento cellulare a forma di sacca che si genera per gemmazione da una membrana cellulare preesistente (dal plasmalemma, dalla membrana del reticolo endoplasmatico, dalla membrana dell'apparato del Golgi).
Pur rientrando in una moltitudine di processi cellulari, la sua funzione generale è quella di fungere da mezzo di trasporto per i più svariati composti: DNA, proteine, lipidi, acqua, macromolecole internalizzate dall'esterno tramite endocitosi e fagocitosi.
In alcuni casi il contenuto della vescicola caratterizza l'organello, che va a compiere specifiche funzioni di demolizione: è il caso dei lisosomi e dei perossisomi.